# Skoki do wody na Letnich Igrzyskach Olimpijskich 1988
Wyniki zawodów w skokach do wody, które zostały rozegrane podczas Letnich Igrzysk Olimpijskich 1988 w Seulu. Rywalizacja trwała w dniach 17–27 września. Wzięło w niej udział 89 skoczków, w tym 40 kobiet i 49 mężczyzn z 31 krajów.

## Mężczyźni
| Konkurencja    | Złoto         | Wynik  | Srebro      | Wynik  | Brąz       | Wynik  |
| Trampolina 3 m | Greg Louganis | 730,80 | Tan Liangde | 704,88 | Li Deliang | 665,28 |
| Wieża 10 m     | Greg Louganis | 638,61 | Xiong Ni    | 637,47 | Jesús Mena | 594,39 |

## Kobiety
| Konkurencja    | Złoto     | Wynik  | Srebro           | Wynik  | Brąz            | Wynik  |
| Trampolina 3 m | Gao Min   | 580,23 | Li Qing          | 534,33 | Kelly McCormick | 533,19 |
| Wieża 10 m     | Xu Yanmei | 445,20 | Michele Mitchell | 436,95 | Wendy Williams  | 400,44 |

## Klasyfikacja medalowa
| Lp. | Reprezentacja     |   |   |   | Razem |
| --- | ----------------- | - | - | - | ----- |
| 1.  | Chiny             | 2 | 3 | 1 | 6     |
| 2.  | Stany Zjednoczone | 2 | 1 | 2 | 5     |
| 3.  | Meksyk            | 0 | 0 | 1 | 1     |